# Rede Manchete
Rede Manchete (порт. «заголовок») — бразильская коммерческая телевизионная сеть, основанная в городе Рио-де-Жанейро натурализованным украинско-бразильским журналистом и бизнесменом Адольфо Блохом. Она была частью Bloch Group, коммуникационного конгломерата, который издавал журнал Manchete через Bloch Editores, и название, данное телеканалу, относится к этому журналу. Первоначально выход в эфир был запланирован на сентябрь-ноябрь 1982 года, а затем на март следующего года, в итоге сеть вышла в эфир 5 июня 1983 года.

## История
После того как в 1980 году прекратила свое существование телекомпания Rede Tupi, федеральное правительство решило выставить на тендер две новые телевизионные сети. Сильвио Сантос выиграл одну из сетей и сразу же запустил ее в эфир. Это был самый маленький из пакетов, состоящий из каналов Рио-де-Жанейро (RJ), Сан-Паулу (SP), Белена (PA) и Порту-Алегри (RS).
Самый большой пакет, состоящий из вещателей из Рио-де-Жанейро (RJ), Сан-Паулу (SP), Белу-Оризонти (MG), Ресифи (PE) и Форталезы (CE), достался Grupo Bloch.
В отличие от группы Сильвио Сантоса, у которого уже был телевизионный центр в Вила-Гильерме и полностью функционирующая станция (TVS Rio), Блохам пришлось создавать всю инфраструктуру с «нуля».
Не было ни студий, ни оборудования, ни передатчиков, ни антенн, ни художников, ни режиссеров, ни сотрудников. Им потребовалось два года и 50 миллионов долларов США только для того, чтобы запустить сеть в эфир.
Новое здание было современным, а приобретенное оборудование сделало TV Manchete самой технологически продвинутой телекомпанией в Южной Америке. В 1983 году TV Manchete была единственной телекомпанией в южном полушарии, имевшей отдел компьютерной графики (Manchete Computer Graphics).
В 1983 году в студии Rede Globo стояли камеры Hitachi, которые в то время уже вышли из употребления во многих странах, их средний возраст составлял 8-10 лет, они все еще были колоризованы, в то время как на TV Manchete стояли современные Ikegami, которые только в следующем году начали использовать основные европейские и американские вещатели, другими словами, на TV Manchete стояло «самое современное» оборудование.
Имея сложное оборудование и изначально ориентируясь на аудиторию высшего класса, Manchete стал известен своими программами, основанными на сильной журналистике, освещением национального и международного спорта, показом крупных спортивных событий, таких как Чемпионат мира по футболу и Олимпийские игры, а также специальными репортажами, такими как Карнавал, которые стали его визитной карточкой. В области теледраматургии Manchete вошел в историю, показав первую мыльную оперу за пределами TV Globo, которая возглавила аудиторию в прайм-тайм с 1970-х годов; этот подвиг был реализован с выходом в эфир мыльной оперы Бенедито Руя Барбозы «Пантанал» в 1990 году. Помимо собственных программ, сеть запомнилась публике тем, что транслировала такие произведения, как токусацу и аниме, открыв двери для этих жанров на бразильском телевидении. С другой стороны, дорогостоящие инвестиции привели к череде кризисов. В 1985 году, через два года существования, убытки Rede Manchete были очевидны. В 1988 году Блох хотел продать станцию и запросил 200 миллионов долларов. В 1990-х годах тогдашний депутат Пауло Октавио в партнерстве с бизнесменом Жоао Карлосом Ди Женио сделал предложение о покупке за ту же сумму, но ничего не вышло. В июне 1992 года IBF приобрела 49 % акций Manchete, но в апреле 1993 года ее руководство было отменено судом. Адольфо Блоху было возвращено управление национальной сетью, при этом зарплата сотрудникам задерживалась на полгода, и только что началась забастовка. Попросив у сотрудников отгулы, он сумел нормализовать зарплату в течение четырех месяцев. Однако денежные затруднения продолжали сказываться на сетке вещания.
17 мая 1999 года Rede Manchete была закрыта после первого блока повтора «Пантанала», и через несколько дней ее программы были временно идентифицированы как TV! до открытия ее преемника, RedeTV!, 15 ноября того же года. Через несколько дней после продажи Grupo Bloch сообщила газетам, что банкротство станции (инфраструктура, архив, ленты, оборудование, штаб-квартира, контракты) было продано Grupo Hesed Participações, принадлежащей Фабио Сабойя. С другой стороны, он добился судебного запрета, обязывающего RedeTV! выплатить долги Manchete, несмотря на то, что компания приобрела только концессии Manchete. В 2009 году Высший суд справедливости объявил, что RedeTV! приобрела только концессии Manchete, а не саму станцию, освободив сеть от уплаты долгов. В 2009 году Высший суд справедливости объявил, что RedeTV! приобрела только концессии Manchete, а не саму станцию.

## Manchete и Россия
74.5: Uma Onda no Ar — бразильская теленовелла производства TV Plus и Rede Manchete, выходившая в эфир с 11 апреля по 13 октября 1994 года в 128 эпизодах.
Она была показана на российском телевидении в конце 90-х годов.